# Frontera entre Irlanda y el Reino Unido
La frontera entre Irlanda y el Reino Unido (en inglés The Republic of Ireland – United Kingdom border) es la frontera que separa a la nación constitutiva británica de Irlanda del Norte del resto de Irlanda. También se le conoce como la Frontera Irlandesa (the Irish border) o, simplemente como la frontera (the border). Fue trazada el 6 de diciembre de 1922, mediante el Tratado anglo-irlandés, con el que 26 de los 32 condados irlandeses se separaron del Reino Unido y formaron el Estado Libre de Irlanda. Sin embargo, el Reino Unido mantuvo la soberanía de los 6 condados restantes, siendo estos actualmente parte integrante del Reino Unido.
La frontera se extiende a lo largo de 499 km entre Lough Foyle (al oeste) y Carlingford Lough (al este), en el mar de Irlanda. Esta es la única zona en la que comparten frontera terrestre el Reino Unido e Irlanda. Debido a que tanto Irlanda como el Reino Unido pertenecen a la Zona Común de Viajes, no suele haber controles fronterizos, si bien tanto el Reino Unido como Irlanda tienen derecho a efectuarlos, como así han hecho en varias ocasiones.
Desde la salida del Reino Unido de la Unión Europea (Brexit) el 1 de febrero de 2020, la línea divisoria se convierte en límite exterior de la Unión Europea. No obstante, en virtud de un acuerdo tripartito firmado por Reino Unido, Irlanda y la Unión Europea, de forma provisional, al menos hasta el 31 de diciembre de 2020, no se efectúan controles en frontera.

## Establecimiento
La frontera fue creada en 1920 por el Parlamento británico en virtud de la Ley de Gobierno de Irlanda, que preveía la constitución de la comunidad autónoma británica de Irlanda. Por medio de dicha ley, los seis condados del nordeste de la isla permanecían bajo soberanía del Reino Unido, mientras que los otros veintiséis condados se constituían en la nueva autonomía de Irlanda.
Originalmente destinada a ser una división administrativa interna del Reino Unido de Gran Bretaña e Irlanda, la frontera se convirtió en una frontera internacional el 6 de diciembre de 1922, cuando Irlanda declaró su independencia. En virtud del Tratado de Independencia de Irlanda, los seis condados británicos en la isla de Irlanda disponían hasta el 6 de enero de 1923 para manifestar su deseo de permanencia en el Reino Unido, o de lo contrario se transferirían a Irlanda. Finalmente, el 18 de diciembre de 1922 las seis administraciones condales notificaron formalmente al Gobierno su deseo de mantener el régimen colonial, y se consolidó la división de la isla de Irlanda.
En cuanto al nuevo Estado de Irlanda, se mantuvo en la jefatura del  Estado Libre Irlandés al soberano británico en un rol ceremonial (similar al que adopta el monarca en Canadá o Australia) hasta abril de 1949, cuando se declara la República y el presidente de Irlanda asumió dicho rol simbólico.

## Situación post-Brexit

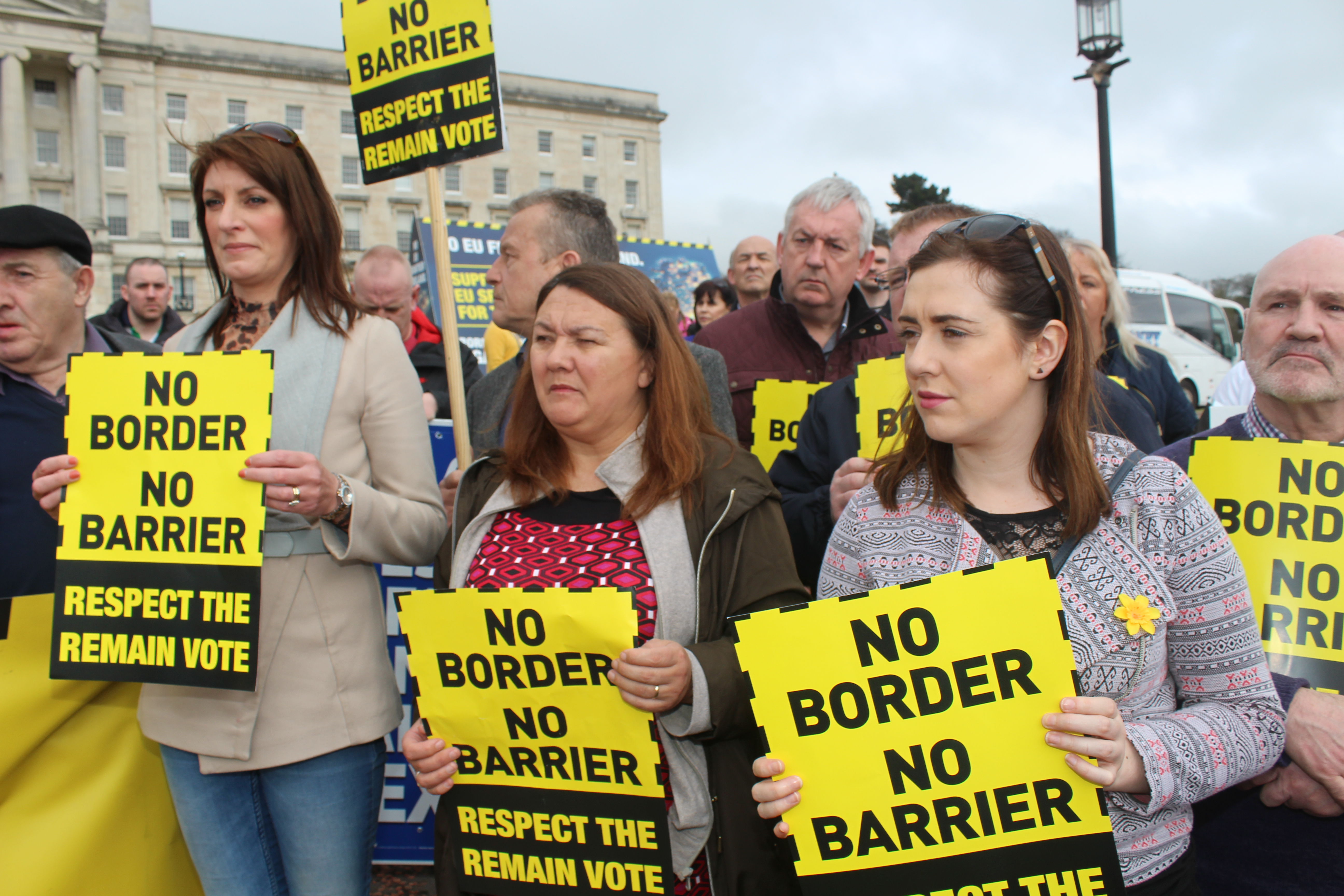
Protesta del Sinn Féin, partido que reclama la unificación de Irlanda. Los controles fronterizos posteriores al Brexit son un tema controvertido.

La línea de control de Irlanda del Norte con el resto de la República de Irlanda supuso el principal escollo en las negociaciones del Brexit. El tratado de retirada del Reino Unido de la Unión Europea acuerda de forma provisional el tránsito de mercancías y personas entre la nación constitutiva británica y el resto de Irlanda.
Los casi 500 km que dividen la isla conformarán el único punto de encuentro terrestre entre Reino Unido y la Unión Europea tras el divorcio del 31 de enero de 2020.